# Academia de Música de Lagos
A Academia de Música de Lagos é uma instituição de ensino na cidade de Lagos, na região do Algarve, em Portugal.

## Descrição e história
A Academia consiste numa Associação de Utilidade Pública sem fins lucrativos. A sua oferta formativa abrange um vasto leque de instrumentos e modalidades musicais, como canto e guitarra portuguesa, sendo todos os cursos reconhecidos pelo Ministério da Educação. Tem acordos de colaboração com várias entidades a nível local e nacional, incluindo escolas em Lagos e Portimão, a Direcção Regional da Cultura do Algarve, o Instituto Politécnico de Castelo Branco, a Universidade de Évora, o Instituto Piaget de Almada, a Escola Superior de Música de Lisboa, e a Universidade do Algarve.
Foi fundada em 27 de Maio de 1986, tendo a sua promotora sido Maria Boulain Fogaça. Além do concelho de Lagos, também expandiu a sua oferta formativa a outros municípios da região, tendo em 1900 assumido a gestão do Conservatório de Portimão, entre 2003 e 2018 foi responsável pela Conservatório de Música de Lagoa, e de 2014 a 2018 esteve à frente do Conservatório de Musica de Loulé. Em 2016, era considerada uma das principais escolas do seu género no país, tendo cerca de setecentos alunos registados. Porém, em Agosto de 2017 foram registados atrasos no pagamento dos salários a cerca de noventa funcionários daquela instituição, dos quais aproximadamente cinquenta eram professores, apesar dos subsídios terem sido pagos nos prazos previstos pelo Ministério da Educação. Viegas Gonçalves, presidente da direcção, afirmou que os ordenados iriam ser pagos em breve, e que alegadamente estava a ter problemas em conseguir empréstimos junto de instituições financeiras devido a campanhas de descredibilização, feitas por alguns professores que estavam sindicalizados. Explicou igualmente que a academia suportava cerca de 36% de estudantes a mais, que não eram alvo de quaisquer apoios por parte do Ministério da Educação. Nessa altura, a Academia tinha cerca de mil alunos, incluindo as unidades de ensino em Portimão e Lagoa.
Em Novembro desse ano, o jornal Público noticiou que a Academia de Música de Lagos estava sob investigação pelo Ministério Público, por suspeitas de fraude relacionadas com a obtenção de subsídios, num valor superior a 139 mil Euros. Alegadamente, a academia terá falsificado assinaturas de pais e encarregados de educação, de forma a ter um número de alunos superior aos que estavam realmente a frequentar o estabelecimento, aumentando desta forma o volume dos subsídios que ia receber por parte do governo. Esta situação foi identificada pela Inspecção-Geral de Educação e Ciência, que terá constatando a presença de cerca de uma centena e meia de falsos alunos da academia. Nesta altura, a Academia de Música de Lagos assumia a gestão de quatro das nove escolas de ensino artístico no Algarve, e recebia aproximadamente 1,3 milhões de Euros por ano, sendo considerada como uma das instituições mais privilegiadas pelo Ministério da Educação e Ciência nesta vertente educativa.
Ao longo da sua história, a Academia recebeu várias condecorações, incluindo a Medalha de Mérito Cultural Secretaria de Estado da Cultura em 1993, a Medalha de prata de Mérito Municipal da Câmara Municipal de Lagos em 2002, o Troféu Infante de Sagres para a área da Cultura em 2009, e a Medalha de prata de Mérito Municipal da Câmara Municipal de Portimão em 2012. Foi igualmente homenageada com o Selo de Escola Intercultural com reconhecimento pela Direcção-geral da Educação e o Alto Comissariado para as Migrações, e o Selo de Qualidade atribuído e reconhecido pela associação EFFE - Europe for Festivals, Festivals for Europe. Está integrada na Rede de Escolas para a Educação Intercultural, organizada pelo Alto Comissariado para as Migrações, Ministério da Educação e pela Fundação Aga Khan Portugal, e é membro da Association Européenne des Conservatoires/Académies de Musique et Musikhochschulen, da Associação de Estabelecimentos de Ensino Particular e Cooperativo, e do INATEL - Instituto Nacional para o Aproveitamento dos Tempos Livres.